# Hrvatska u Kraljevini Jugoslaviji
Hrvatski sabor je 29. listopada 1918. donio odluku o prekidu svih državno-pravnih odnosa između kraljevine Hrvatske, Slavonije i Dalmacije s jedne strane te kraljevine Ugarske i carevine Austrije s druge strane, te u konačnici proglasio Dalmaciju, Hrvatsku i Slavoniju s Rijekom posve nezavisnom državom prema Ugarskoj i Austriji, koja istodobno pristupa novoproglašenoj Državi Slovenaca, Hrvata i Srba. Ona je sa zapada bila ugrožena od pobjedničke Italije, koja je zahtijevala hrvatsku jadransku obalu. S druge strane, s vojskom je napredovala pobjednička Srbija, koja je zaposjela saveznicu Crnu Goru, južnu Ugarsku i predlagala ujedinjenje u monarhiju na čelu s Karađorđevićima. Ujedinjenje se dogodilo 1. prosinca 1918., kada je proglašena Kraljevina Srba, Hrvata i Slovenaca. Italija je Rapalskim ugovorom uzela Hrvatskoj Istru, najveću hrvatsku luku Rijeku, dotad glavni grad Dalmacije Zadar i otoke (Cres, Lošinj, Lastovo i dr.). Nova država bila je nedemokratska monarhija s prevlašću Beograda, Srbije i njihove dinastije u kojoj svim nesrpskim narodima nisu priznata nacionalna prava. Naime, njima su odmjeravani veći porezi, financijski se najviše ulagalo u Srbiju, a sve vlade, ministri, generali bili su (oko 90 % njih) Srbi i Crnogorci. Kada su se 1927. godine protiv Beograda ujedinili Hrvati i hrvatski Srbi i oformili Seljačko-demokratsku koaliciju, bio je to poticaj da se 1928. godine u Narodnoj skupštini, u Beogradu, ubiju vođe hrvatskog naroda s tribunom Stjepanom Radićem na čelu. Iduće godine proglašena je izravna diktatura kralja Aleksandra I., a država je dobila ime, Kraljevina Jugoslavija. Odnosi u zemlji promijenili su se poslije atentata na kralja Aleksandra I. Karađorđevića 1934. godine koga su izveli makedonski revolucionari uz pomoć hrvatskih ustaša u Marseilleu. Kraljevina Jugoslavija se uskoro odvaja od politike francuske i versailleske Europe, skreće prema fašizmu, a unutar zemlje sve se više progone i ubijaju Hrvati. Hrvatska seljačka stranka dobiva sve više glasača i 1939. godine prisilila je beogradsku vladu da dopusti osnivanje Banovine Hrvatske, kojoj je vraćena autonomija i djelomice atributi državnosti koju je izgubila ujedinjenjem 1918. godine. Bilo je to "mačekovsko rješenje hrvatskoga pitanja" i korak prema federalizaciji države, ali je sve onemogućio Drugi svjetski rat, koji je tada započeo.

## Nastanak Kraljevine Srba, Hrvata i Slovenaca 1918. godine
U predvečerje konačna sloma Austro-Ugarske, 5. i 6. listopada 1918. godine u Zagrebu je osnovano Narodno vijeće Slovenaca, Hrvata i Srba kao političko predstavništvo tih naroda u Austro-Ugarskoj, s političkom programom sjedinjenja spomenuta tri naroda u samostalnu državu. Za predsjednika je izabran slovenski političar Anton Korošec, a potpredsjednici su bili Ante Pavelić (stariji) i Svetozar Pribićević. Dana 29. listopada 1918. godine Hrvatski je sabor na temelju potpunog prava naroda na samoodređenje razriješio sve državno-pravne odnošaje i veze između kraljevine Hrvatske, Slavonije i Dalmacije s jedne strane te kraljevine Ugarske i carevine Austrije s druge strane, te u konačnici proglasio Dalmaciju, Hrvatsku i Slavoniju s Rijekom posve nezavisnom državom prema Ugarskoj i Austriji, koja istodobno pristupa novoproglašenoj Državi Slovenaca, Hrvata i Srba.
| Ante Pavelić čita adresu u ime Narodnog vijeća SHS regentu Aleksandru Karađorđeviću, 1. prosinca 1918. godine. |  | Ante Pavelić čita adresu u ime Narodnog vijeća SHS regentu Aleksandru Karađorđeviću, 1. prosinca 1918. godine. |
| Ante Pavelić čita adresu u ime Narodnog vijeća SHS regentu Aleksandru Karađorđeviću, 1. prosinca 1918. godine. |  | Prosvjednici, koji su 5. prosinca 1918. prosvjedovali zbog ulaska Hrvatske u južnoslavensku državu.            |

Na prvom sastanku s članovima Narodnog vijeća, 12. studenoga 1918. Dušan Simović je izjavio: 
Tom je odlukom faktički prestala vladavina Habsburgovaca nad Dalmacijom, Hrvatskom i Slavonijom s Rijekom, a Hrvatski je sabor priznao vrhovnu vlast Narodnoga vijeća SHS-a. Istodobno talijanska ratna mornarica provodi okupaciju istarskih i dalmatinskih gradova. Narodno vijeće SHS-a prosvjedovalo je kod američkoga predsjednika Woodrowa Wilsona i bezuspješno nastojalo da Državu SHS prizna neka od savezničkih vlada. Napokon, 23. – 24. studenoga 1918. godine Središnji odbor Narodnog vijeća SHS prihvatio je zaključak da se Država SHS ujedini s Kraljevinom Srbijom (koja je anektirala dotad neovisnu Kraljevinu Crnu Goru) u jedinstvenu državu. Pristupanjem Države SHS-a Kraljevini Srbiji 1. prosinca stvoreno je Kraljevstvo Srba, Hrvata i Slovenaca s dinastijom Karađorđevića na prijestolju. Ujedinjenje su pratili i veliki prosvjedi u Zagrebu (prosinačke žrtve).

## Kraljevstvo Srba, Hrvata i Slovenaca (1918. – 1920.)
Nova je država nastala uz privolu sila pobjednica u Prvom svjetskom ratu. Važan činitelj ujedinjena, uz ratovanje Srbije na pobjedničkoj strani, bila je djelatnost Jugoslavenskog odbora, koji je eventualnom poslijeratnom proširenju Srbije (Londonski sporazum) dao alternativu cjelovitije zajedničke države, kako se držalo, srodnih južnoslavenskih naroda, koja bi se mogla nositi s teritorijalnim presezanjima Italije, Austrije, Mađarske i dr. (ili eventualnom obnovom Austro-Ugarske). S obzirom na ranije obećane ustupke Italiji za promjenu ratne strane, ni u tom obliku nije se uspjela sačuvati teritorijalno-etnička cjelovitost, te su neki slovenski i hrvatski etnički dijelovi Rapalskim ugovorom ostali izvan granica (Trst, Gorica, Gradiška, dio Kranjske i Koruške, Istra s Rijekom do Rječine, otoci Cres, Lošinj, Lastovo, Palagruža, te grad Zadar). Iako su se ujedinjenjem izražavale i nacionalne težnje glavnih političkih snaga i u Hrvatskoj i Sloveniji, samo ujedinjenje nije provedeno na očekivanim demokratskim federalnim načelima, te je uz drastične oblike političke i socijalne represije ubrzo uslijedilo teško razočaranje.
Jednakost hrvatskoga, srpskoga i slovenskoga naroda bila je načelno proklamirana, ali je u stvarnosti provođena velikosrpska hegemonija. Od oko 12 milijuna stanovnika (1918.), Srbi su sačinjavali 38,8 %, Hrvati 23,7 %, Slovenci 8,5 %. Ostali narodi (bosanski Muslimani – 6 %, Makedonci – 4,8 %, Nijemci – 4,2 %, Mađari – 3,9 %, Albanci – 3,6 %, Crnogorci su mahom upisivani kao Srbi) nisu imali niti formalno priznata nacionalna prava. Vladajući krugovi, predvođeni nacionalističkom Radikalnom strankom Nikole Pašića, Jugoslaviju nisu smatrali novom državom nego proširenjem Srbije na krajeve bivše Austro-Ugarske, na osnovi ratnih dobitaka, te su nastojali da se ustanove srbijanske države (vladar, vojska, uprava) prošire na "novooslobođene teritorije". Država je ustrojena kao unitarna, a njom se upravljalo isključivo iz Beograda, uz naglašenu ulogu kralja, političke pritiske i policijski teror. Srpski je politički koncept postao prevladavajući, kako u temeljnim pitanjima unutarnjeg uređenja, tako i kreiranja državne politike, zakonodavstva, sudstva, financija, vojske, policije i poreza. Istodobno su Stjepan Radić i njegova Hrvatska pučka seljačka stranka (od 1920. godine Hrvatska republikanska seljačka stranka) ustrajavali na stajalištu republikanizma i štovanja hrvatske državne i nacionalne posebnosti, postajući središnja hrvatska stranka i glavna snaga otpora velikosrpskoj politici dinastije Karađorđevića.
Stvaranjem Kraljevstva SHS, povlačenjem novih državnih granica nastao je i novi gospodarski prostor. Te su promjene donijele određene pogodnosti, ali i ograničenja gospodarstvu hrvatskih krajeva. Prije svega, državni prostor u kojem su sudjelovala hrvatska područja znatno je smanjen u odnosu na prostor Austro-Ugarske. Osim toga, novo unutarnje tržište nije bilo samo manje već je i znatno siromašnije. Gospodarstvo hrvatskih krajeva iz industrijsko-agrarnoga dolazi u pretežito agrarno okružje. Pritom, industrijski su kapaciteti u hrvatskim krajevima, uz one na slovenskom području, postali najvažnijima u određivanju stupnja industrijalizacije nove države.
Slično je bilo i s bankarskim kapitalom. Od slabo razvijenih i financijski zapostavljenih zemalja unutar Austro-Ugarske, hrvatski su krajevi postali gospodarski najjača područja u Kraljevstvu SHS. Međutim, postojale su i znatne teškoće zbog usmjerenosti cestovnih i željezničkih pravaca, činjenice da je promjenom državnih granica unutarnja trgovina postala vanjskom, drukčijega tržišnoga položaja i vrednovanja mnogih poljoprivr. roba. Zatim, državna je politika, pod prevlašću srbijanskih političkih čimbenika, nastojala umanjiti hrvatske gospodarske prednosti (npr. prigodom zamjene kruna za dinare, utvrđivanja carinske politike, politike poreza).
Represivni aparat započeo je djelovati odmah po uspostavi Kraljevine SHS. Neobuzdana korupcija politički privilegiranih krugova, praćena socijalnom obespravljenošću i siromaštvom, dovodi i do radikalnih socijalističkih pokreta, koje predvode komunisti. U studenome 1920. godine na izborima za Ustavotvornu skupštinu Radićeva stranka dobila je pedeset zastupničkih mjesta (više od 50 % potpore glasača u banskoj Hrvatskoj), što je bilo više od svih hrvatskih političkih stranaka zajedno. Zajedno, blok stranaka s programom velikosrpskog centralizma dobio je 44 % glasova, anticentralističke hrvatske stranke 23 %, dok je ostatak pripao slovenskim, muslimanskim i ostalim strankama s generalno anticentralističkim tendencijama, no poznatim po korupcionaškom i nagodbenjačkom stavu. Krajem godine, objavljena je Obznana, kojom je zbog sumnje u pripremanje prevrata zabranjen rad Komunističkoj partiji Jugoslavije (KPJ) i komunistička propaganda.

## Kraljevina Srba, Hrvata i Slovenaca (1920. – 1929.)
U Ustavotvornu skupštinu izabrani zastupnici HRSS-a nisu ušli, kao ni zastupnici Hrvatske stranke prava, a iz nje su pred izglasavanje ustava izašli i zastupnici ostalih hrvatskih političkih stranaka (Hrvatske zajednice i Hrvatske pučke stranke). Na izglasavanju ustava nisu bili nazočni ni komunisti, kojih je znatan dio bio izabran upravo u hrvatskim krajevima (njihova djelatnost zabranjena je spomenutom Obznanom iz prosinca 1920. godine).
Unitarno i centralističko uređenje ozakonjeno je Vidovdanskim ustavom (1921.), nakon što je izbornim makinacijama osigurana prevlast centralističkih stranaka u konstituanti, čiji su rad hrvatski zastupnici iz redova Hrvatske republikanske seljačke stranke (HRSS) Stjepana Radića bojkotirali. Država je dobila novo ime, Kraljevina Srba, Hrvata i Slovenaca i podijeljena je na 33 oblasti, ponajprije s ciljem razbijanja povijesnih cjelina (prije svega Hrvatske). Tada su ukinute sve zemaljske vlade pa i ona u Zagrebu. Većina zastupnika u Parlamentu (HRSS, republikanci, socijaldemokrati) napustila je Skupštinu, pa je ustav izglasan "kupovinom" glasova većinom muslimanskih stranaka iz BiH, Kosova i Makedonije, bez kojih Skupština ne bi imala 50 % saziva. Do 1921. godine postojali su neki oblici samouprave u Hrvatskoj i drugim zemljama koje su ušle u Kraljevinu Srba, Hrvata i Slovenaca. Novim ustavom, Hrvatska je podijeljena na Zagrebačku, Osječku, Srijemsku, Primorsko-krajišku, Splitsku i Dubrovačku oblast. Kotor je pripojena Cetinjskoj, Kastavština Ljubljanskoj, a Međimurje Mariborskoj oblasti.
Tvorci i provoditelji ustava usvojenoga 28. lipnja 1921. (Vidovdanski ustav) običnom, a ne kvalificiranom većinom, bili su Pašićeva Narodna radikalna stranka i Pribićevićeva Jugoslavenska demokratska stranka. Stjepan Radić odbio je prihvatiti Vidovdanski ustav, njegov državnog centralizam i monarhizam pa je napisao Ustav Neutralne Seljačke Republike Hrvatske kao programsku osnovicu HRSS-a i praktični obrazac organiziranja hrvatske države, koju je vidio kao ravnopravnoga člana "jugoslavenske savezne republike", ili kao člana "Saveza Naroda".
U trenutku kada se najveći dio hrvatskog prostora (osim Rapalskim ugovorom iz studenoga 1920. godine otkinute Istre, Cresa, Lošinja, Zadra, Lastova, Palagruže i, poslije, Rijeke) našao unutar jedinstvenih državnih granica, nametnuti centralistički državni sustav radikalno je prekinuo kontinuitet hrvatske državnosti (podjela države na oblasti bez poštovanja povijesnoga načela, a vodeći računa o narodnosnome sastavu pučanstva, ostvarujući tako u više njih srpsku većinu). Hrvatski su političari nastavili tražiti rješenja za ostvarenje hrvatskoga nacionalnog i teritorijalnog integriteta i državnosti (politika rješenja hrvatskog pitanja).
Iako je prema ustavu, postojala institucija predsjednika vlade, njegove ovlasti su, u odnosu na kraljeve, bile neznatne. Naime, zanimljiv je podatak kako je u razdoblju od 1921. do 1929. godine došlo do 23 promjene vlade, a od svih tih, samo su 2 zahtjeva došla od Narodne skupštine, a ostalu 21 promjenu inicirao je sam kralj (naravno, neki premijeri su ostali i nakon promjena vlade). Izbori u novoj kraljevini održavali su se svake 2 godine (1923., 1925. i 1927. godine), a glavna konkurencija dominantnoj Narodnoj radikalnoj stranci (koja je po broju zastupnika prestigla i Demokratsku stranku), bio je Radićeva Hrvatska republikanska seljačka stranka. Stjepan Radić je neuspješno tražio međunarodnu pomoć i pokušao internacionalizirati hrvatsko pitanje tijekom 1923. i 1924. godine. Potporom, koju je dobivao na izborima, Stjepan Radić je postao vođa hrvatskog naroda. Godine 1925. Pašićeva je vlada stalnom represijom nad HRSS-om te zatvaranjem Stjepana Radića iznudila od njega priznanje dinastije i ustava, što je dovelo do preimenovanja stranke u Hrvatsku seljačku stranku (HSS) i do njezina privremenog ulaska u vladu. Kako se time nikakva bitna pitanja nisu mogla riješiti, Radić je 1927. godine napustio vladu i zauzeo oštar oporbeni stav. Nakon kraćeg vremena u vladi s radikalima, Radić se vratio u oporbu.
Ante Trumbić i Ivan Lorković, na crti naglašenog očuvanja kontinuiteta nacionalno-teritorijalnih hrvatskih posebnosti, osnovali su Hrvatsku federalističku seljačku stranku. Tada se Radić, što je bilo veliko iznenađenje za državu, približava bivšem političkom protivniku, Svetozaru Pribićeviću. Naime, Pribićević je 1924. godine istupio iz Demokratske stranke i osnovao Samostalnu demokratsku stranku (SDS), a shvatio je kako se prisilni unitarizam ne smije provoditi te kako je federalno uređenje jedino moguće rješenje za krizu u zemlji. Dvojica stranačkih čelnika 10. studenoga 1927. godine osnivaju Seljačko-demokratsku koaliciju, savez HSS-a i SDS-a, kojoj su na čelu bili upravo Radić i Pribićević.
Nova je koalicija postala značajna oporbena snaga i predstavljala je ozbiljne probleme vladi u Beogradu, posebice jer više nisu mogli ostvarivati potrebnu većinu. Na taj je način ostvareno većinsko okupljanje u središnjim hrvatskim političkim redovima. Tim su se sporazumom središnje političke skupine u Hrvatskoj međusobno obvezale tražiti zajedničko rješenje za političke i gospodarske probleme u državi. Da trajnog rješenja u uvjetima nesmiljene velikosrpske centralističke politike nije bilo, pokazao je u konačnici atentat na Stjepana Radića u beogradskoj skupštini 20. lipnja 1928. godine. Srpski radikalni poslanik Puniša Račić je pucao u beogradskoj Skupštini, s govornice, u skupinu zastupnika Hrvatske seljačke stranke. Ubio je Pavla Radića i Đuru Basarička, a teško ranio Stjepana Radića. Stjepan Radić je podlegao od zadobivenih rana 8. kolovoza 1928. godine, nakon čega vodstvo HSS-a preuzima Vladko Maček. Ubojstvom političkog vođe hrvatskog naroda stvoren je nezacjeljivi raskol između Hrvata i Kraljevine Jugoslavije.

## Kraljevina Jugoslavija (1929. – 1941.)
Velikosrpski i dvorski krugovi organizirali su atentat na Stjepana Radića i druge zastupnike HSS-a, a zatim iskoristili stanje nemira nakon Radićeva ubojstva te 1929. godine uspostavili otvorenu Šestosiječanjsku diktaturu kralja Aleksandra I. Karađorđevića, sa suspenzijom Ustava, raspuštanjem Narodne skupštine i zabranom političkih stranaka. Tada se mijenja i ime države u Kraljevinu Jugoslaviju. Upravno je podijeljena na 9 banovina s ciljem da u što više njih bude srpska većina. Većina hrvatskih krajeva i stanovništva ušla je u sastav Savske i Primorske banovine, ali su izvan tih cjelina ostali značajni hrvatski krajevi (npr. Dubrovnik i dubrovački kotar). Savska banovina sa središtem u Zagrebu se sastojala od bivše Zagrebačke, Karlovačke i Osječke oblasti bez istočnog Srijema (istočna granica banovine je bio kotar Vukovar). Istočni Srijem je prvotno bio priključen Drinskoj banovini sa središtem u Sarajevu, iz koje su izdvojeni 1931. godine i dodijeljeni Dunavskoj banovini sa središtem u Novom Sadu. Tako je Hrvatska izgubila istočni Srijem, stečen Požarevačkim mirom iz 1718. godine. Primorska banovina sa središtem u Splitu se sastojala od bivše Splitske, Dubrovačke oblasti bez kotara Dubrovnik, od kotara: Mostar, Konjic, Prozor, Tomislavgrad i Ljubuški iz bivše Mostarske te kotara Livno i Bugojno iz bivše Travničke oblasti.
Zabranjeni su uporaba nacionalnih imena i simbola političkih i ostale udruge s nacionalnih predznakom, pa tako i HSS. Hrvatski sokol mogao je djelovati samo unutar Jugoslavenskoga sokola. Postrožen je Zakon o zaštiti države i započeli su žestoki progoni političkih protivnika, uključujući i politička ubojstva. Stradavali su građanski orijentirani pojedinci. Dokinute su političke slobode, a za predsjednika vlade imenovan je zapovjednik kraljeve garde general Petar Živković. Progoni Hrvata ("republikanaca") i drugih nesrpskih naroda, sve do terora policije i oružanih banda (četnici) nad Muslimanima u Bosni, Makedoncima, te osobito nad Albancima na Kosovu, vodili su i jačanju radikalnih nacionalnih i ekstremističkih pokreta. Upravo tih godina, u doba najjače srpske diktature, započinje emigrantska djelatnost (pod vodstvom odvjetnika Ante Pavelića, tajnika Hrvatske stranke prava) skupine nazvane Ustaše.
Velika gospodarska kriza, koja je početkom 1930-ih zahvatila hrvatske prostore, pogoršala je životne uvjete svih slojeva stanovništva. Nedovršena agrarna reforma, seljački dugovi, zatvaranje tvornica, bankarski bankroti, nemogućnost nalaženja zaposlenja u inozemstvu zaoštravali su društvene odnose. Hrvatski gospodarski život napose je pogodilo to što su hrvatski privredni subjekti, u nastojanjima organiziranja gospodarskog oporavka, teško dobivali državnu pomoć. Slom bankarskoga sustava iskoristile su beogradske vlasti za prebacivanje financijskih središta države iz Zagreba u Beograd. Državne banke sa sjedištem u Beogradu (Privilegovana agrarna banka, Hipotekarna banka itd.), obavljajući bankovne usluge za državu, postale su središtima financijske moći.
I u takvim okolnostima, posebice u kulturnom životu, u hrvatskoj sredini iskazuje se otpor. Izlaz iz kraljevskog apsolutističkoga pritiska, koji je u rujnu 1931. (Oktroiranim ustavom) trebao dobiti blaže oblike, načelno je naznačen u Zagrebačkim punktacijama iz studenoga 1932. u zahtjevu za "povratkom na 1918. godinu". Predstavnici SDK s Vladkom Mačekom na čelu, a potpomognuti Antom Trumbićem i Milom Budakom te Svetozarom Pribićevićem, koji je bio u emigraciji, pokušavali su tada izraziti osnovni politički program hrvatskih krajeva: negiranje svih pojava koje su od 1918. ugrožavale hrvatsku nacionalnu i državnu posebnost, drukčiji unutarnji ustroj države te traženje građansko-demokratskog oblika obnašanja državne vlasti.
Djelovanje radikalnih nacionalnih i ekstremističkih pokreta je kulminiralo atentatom na kralja Aleksandra I. Karađorđevića, u Marseilleu 9. listopada 1934. godine u organizaciji ustaša (u suradnji s makedonskim VMRO). Nakon njegove pogibije, uspostavljen je poludiktatorski režim vlada Bogoljuba Jevtića i Milana Stojadinovića (1934. – 1939.), a Jugoslavija se sve više priklanjala fašističkim zemljama. Pregovori glede konkretnijeg rješenja hrvatskoga pitanja otpočeli su nakon atentata na kralja Aleksandra I., ali je nepopustljiva politika prvaka srpske Radikalne stranke Milana Stojadinovića sprječavala svaki učinkovitiji pomak. Stojadinović nije prihvaćao narušavanje državnog centralizma, već je pristao samo na razgovore o njegovim inačicama, u osnovi lokalnim samoupravnim autonomijama. Točno utvrđeni hrvatski teritorij i čvrsto određene ovlasti bili su neprihvatljivi njemu i srbijanskim radikalima koje je zastupao. U međuvremenu, na izborima za Narodnu skupštinu u svibnju 1935. godine i prosincu 1938. Vladko Maček je na čelu liste svih oporbenih skupina pa i srbijanskih (Ujedinjena opozicija), ostvario plebiscitarnu potporu u hrvatskim krajevima. Budući da Stojadinovićeva vlada nije uspjela postići sporazum s Hrvatima, nastojanjem regenta, princa Pavla, postignut je tek uoči početka već neizbježnog Drugog svjetskog rata sporazum između srbijanskih političara i HSS-a (Sporazum Cvetković-Maček, 1939.), kojim je Hrvatska dobila ograničenu državnost.

## Banovina Hrvatska (1939. – 1941.)
Sporazumom Cvetković-Maček uspostavljena je Banovina Hrvatska, koja je obuhvaćala područje Savske i Primorske banovine te kotare Dubrovnik, Šid, Ilok, Brčko, Gradačac, Derventa, Travnik i Fojnica. Osim hrvatskih područja uključenih u Kraljevinu Italiju, u Banovini Hrvatskoj na okupu su bile nekadašnja banska Hrvatska, Dalmacija (samo do Bokokotorskoga zaljeva), dijelovi BiH s pretežitom hrvatskom većinom. Ostala su otvorena pitanja nekih dijelova Bosne, Baranje i dijelova Bačke. Banovina je bila zakonski utemeljena na Uredbi o Banovini Hrvatskoj. Banovina je imala autonomiju u unutarnjim poslovima, prosvjeti, pravosuđu, seljačkom gospodarstvu, šumarstvu, rudarstvu, obrtu, trgovini, industriji, tehničkim radovima, socijalnoj politici, narodnom zdravlju i financijama. U nadležnosti države ostali su vanjski poslovi, vojska, policija i vanjska trgovina. Predviđeno obnavljanje Hrvatskoga sabora. Sastavljena je nova jugoslavenska vlada s Dragišom Cvetkovićem kao predsjednikom i Vladkom Mačekom kao potpredsjednikom. Reakcija srpskog stanovništva u pojedinim kotarima Banovine Hrvatske uslijedila je odmah. Javno je zatraženo pripajanje srpskom dijelu države (iz određenih srbijanskih političkih krugova dolazila je parola "Srbi na okup"). Ostalo je sporno financiranje nove upravne jedinice, pa je o tome donesena posebna uredba 30. ožujka 1940. godine. Mnoge od ovih odredbi nisu nikad provedene do kraja, bilo zbog kratkog postojanja banovine, bilo zbog opstrukcija iz Beograda.
Podjela Jugoslavije na Banovinu Hrvatsku i ostali dio izazvala je nezadovoljstvo Srba te Srpske pravoslavne crkve, koji su bili protiv bilo kakve autonomije Hrvata, ali isto tako i dijela muslimanskog pučanstva koje je bilo za autonomiju Bosne i Hercegovine i protiv podjele tih pokrajina između Beograda i Zagreba. Ustaše su ocjenjivale sporazum kao izdaju nacionalnih interesa smatrajući kako su na cjedilu ostavljeni bosanski Muslimani, koje su oni smatrali dijelom hrvatskog naroda. Nastavljeni su progoni komunista, a Komunistička partija je ocijenila da su se hrvatska i srpska buržoazija nagodile na račun radnika i seljaka. Zbog toga se može opravdano zaključiti da su se međunacionalni odnosi uoči Drugog svjetskog rata još više pogoršali. Sporazum Cvetković-Maček i uspostava Banovine Hrvatske bili su gotovo istodobni događaji s izbijanjem Drugog svjetskog rata u Europi.
Gospodarske prilike također nisu bile povoljne (inflacija, skupoća života, a ubrzo i različita ograničenja u opskrbi stanovništva). Utjecaj europskih ratnih događanja pojačavao je sve te nevolje. Izbori za Narodnu skupštinu Kraljevine Jugoslavije, raspuštenu istodobno s donošenjem Uredbe o Banovini Hrvatskoj, nisu održani, a ni izbori za Hrvatski sabor. Do propasti Kraljevine Jugoslavije u travnju 1941. godine upravljalo se uredbama namjesništva, vlade i bana.
Iako se Kraljevina Jugoslavija, zajedno s Banovinom Hrvatskom, pokušala održati u statusu neutralnosti, rat na prostorima jugoistočne Europe bio je neizbježan i već unaprijed određen političkim i vojnim konceptima sila Osovina. U pristupanju Trojnom paktu, Maček je vidio jedinu mogućnost izbjegavanja rata. Jedva održavana, Cvetkovićeva vlada je srušena nakon pristupanja Jugoslavije Trojnom paktu, kada je 27. ožujka 1941. godine, uz pomoć zapadnih obavještajnih službi, izvršen vojni udar generala Dušana Simovića, te umjesto regenta Pavla, punoljetnim je proglašen kralj Petar II. Karađorđević. Stalna politička i socijalna kriza u zemlji dovela je do njezina trenutačnog raspada u travnju 1941. godine, bez borbe, kada i kralj i vlada bježe u inozemstvo. Raspad Jugoslavije, sazdane na velikosrpskoj hegemoniji i represiji, pokazao je njezinu povijesnu slabost, jer su je napustili svi, pa i sam dvor i vlada.

## Vanjske poveznice
- Politički zločini u Hrvatskoj za vrijeme Kraljevine Jugoslavije
- Grafikoni s prikazom nerazmjerne zastupljenosti Srbije u KJ